# Sun Shipbuilding & Drydock Co.

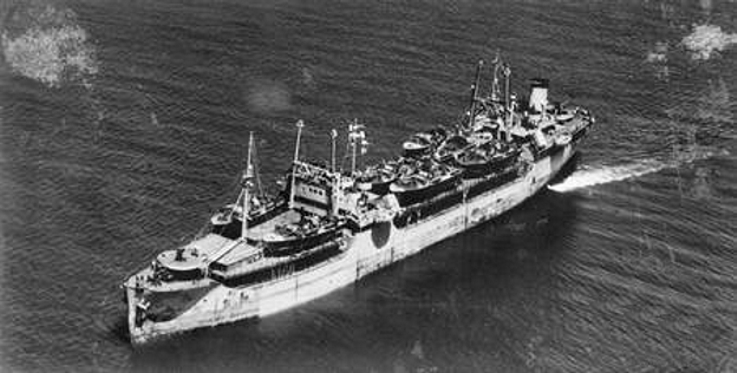
De Esso Manhattan in 1943. Het was een T2-tanker gebouwd door Sun Shipbuilding.

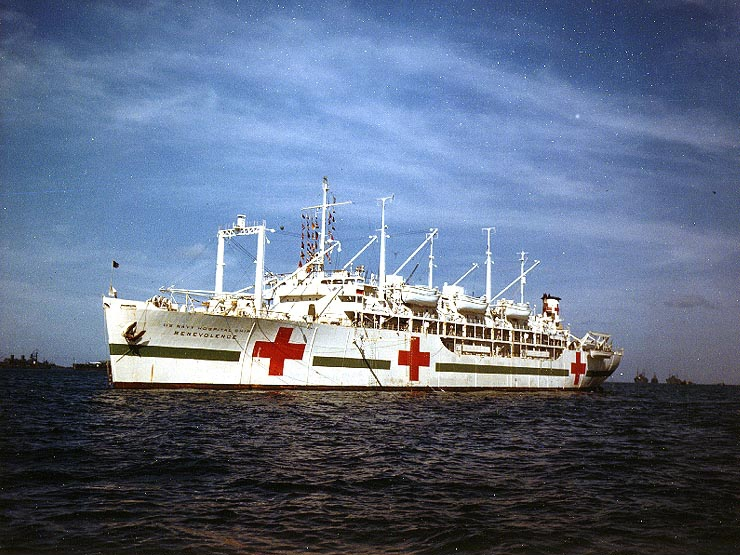
USS Benevolence, een C4-type hospitaalschip gebouwd door Sun.

Sun Shipbuilding & Drydock Co. (1917-1989) was een belangrijke scheepsbouwbedrijf in Chester, Pennsylvania. De werf lag ruim 20 kilometer ten zuiden van Philadelphia aan de Delaware. De werf was gespecialiseerd in de bouw van tankers. Tijdens de Tweede Wereldoorlog heeft zij veel T2-tankers gebouwd voor de United States Maritime Commission.
Het bedrijf werd opgericht door Sun Oil Company. De oliemaatschappij kon vanwege de oorlog geen tankers bestellen en besloot zelf een werf te kopen. Het eerste schip, de Chester Sun, verliet op 30 oktober in 1917 de scheepshelling. Aan het begin van de Tweede Wereldoorlog was het een van de grootste vijf scheepswerven, met acht scheepshellingen.
Vanwege de enorme behoefte aan scheepsruimte werd tijdens de oorlog 20 extra hellingen aangelegd, waardoor de Sun Shipbuilding tot de grootste werven van het land behoorde. Op de piek van de werkzaamheden telde de werf zo’n 40.000 werknemers. De werkzaamheden waren verdeeld over vier terreinen. Bij werf nummer 4 werkten uitsluitend Afro-Amerikanen.
Sun Shipbuilding bouwde 281 T2-tankers, ongeveer 40% van alle Amerikaanse tankers van dit type tijdens de oorlog. Door de standaardisatie daalde de bouwtijd snel. De eerste vier schepen van de type hadden een gemiddelde bouwtijd van ongeveer 250 dagen, maar dat halveerde snel naar ongeveer 120 dagen. Het was verder betrokken bij de bouw van hospitaalschepen van de C4-klasse, vrachtschepen, en escorteschepen voor de Amerikaanse Maritime Commission. Na de oorlog bleef het bedrijf actief als scheepswerf, maar een deel van de capaciteit werd gesloten of afgestoten. Het kreeg van de Nederlandse regering een opdracht voor 10 droge lading schepen die op een na in 1946 werden geleverd. De laatste volgde in januari 1947, de schepen kregen de naam van een Nederlandse provincie en staan ook bekend als de Provincie-klasse.
In 1982 werd het bedrijf verkocht aan Pennsylvania Shipbuilders. Zeven jaar later, in 1989, werden alle activiteiten gestaakt. Gebouwen en hellingen werden gesloopt en het terrein wordt nu gebruikt voor andere doeleinden waaronder een casino en renbaan. Een ander deel is nog in gebruik door een papierfabrikant als haventerminal.